# Premier amour, version infernale
Pour plus de détails, voir Fiche technique et Distribution.
Premier amour, version infernale (初恋・地獄篇, Hatsukoi: Jigoku-hen) est un film japonais de Susumu Hani sorti en 1968.

## Synopsis
Shun, ciseleur en orfèvrerie, d'un caractère plutôt timide et docile, s'éprend de Nanami, employée dans un peep-show, jeune femme extravertie et anticonformiste. Très inhibé, le jeune homme refuse toute relation sexuelle. Les deux amants se contentent d'échanger leurs propres souvenirs d'adolescents. Mais, ils ne savent comment exprimer leurs sentiments et encore moins ce à quoi ils aspirent.

## Fiche technique
- Titre du film : Premier amour, version infernale[1]
- Titre alternatif : L'Enfer du premier amour[2]
- Titre original : 初恋・地獄篇 (Hatsukoi: Jigoku-hen?)
- Réalisation et montage : Susumu Hani
- Scénario : Shūji Terayama, Susumu Hani
- Photographie : Yūji Okumura
- Musique : Tōru Takemitsu, Akio Yashiro
- Illustrations : Kuniyoshi Kaneko
- Producteurs : Satoshi Fuji et Tomoji Fuji
- Sociétés de production : Art Theatre Guild et Hani Productions Ltd.
- Pays de production :  Japon
- Langue originale : japonais
- Format : noir et blanc — 1,37:1 — 35 mm — son mono
- Genre : Drame
- Durée : 108 minutes (métrage : huit bobines - 2 959 m[3])
- Dates de sortie :
  - Japon : 25 mai 1968[3]
  - France : 2 septembre 1970[4]
- Classification : Interdiction aux mineurs -16 ans[4]

## Distribution
- Akio Takahashi : Shun
- Kuniko Ishii : Nanami
- Kōji Mitsui : M. Otagaki, beau-père de Shun
- Kazuko Fukuda : la belle-mère
- Ichirō Kimura : le psychiatre
- Minoru Yuasa : Ankokuji
- Kimuko Nakamura : la femme d'Ankokuji

## Autour du film
Documentariste de formation, Susumu Hani est une des figures les plus marquantes du cinéma japonais indépendant, mais aussi l'un des meilleurs représentants de la Nouvelle Vague japonaise, apparue au cours des années 1960. Premier amour, version infernale reflète toutes ces tendances : à la fois rebelle - il se range résolument du côté des laissés pour compte de la société moderne -, à la fois minutieux dans son observation des faits de la vie urbaine, il oscille entre une volonté documentaire et une appréhension audacieuse des problèmes de société. À la sortie du film, Susumu Hani déclare : « Nous vivons, à présent, entre deux mondes moraux où le poids des traditions s'éclipse devant la poussée de la modernité. Cette confrontation, au centre de notre quotidien, nous laisse dans l'expectative et la frustration, ne sachant regarder notre moi intime. Dans ce film, je voulais porter un regard sans fard sur la nature profonde de nos êtres ».
Premier amour, version infernale est présenté en compétition pour l'Ours d'or à la Berlinale 1968.